# Paul Boehm (agent secret)
Pour le skeletoneur canadien, voir Paul Boehm.
Pour les articles homonymes, voir Boehm.
Paul Boehm (15 novembre 1918 à Bischheim - 6 janvier 1994 à Batzendorf) a été sous-officier de la Geheime Feld Polizei à Dijon sous l'Occupation pendant la Deuxième Guerre mondiale.

## Biographie
Alsacien, il est appelé sous les drapeaux français en 1939. Il est incorporé dans l'armée allemande en application de l'accord d'armistice du 22 juin 1940, qui précise que l'Alsace est annexée au Reich. Adjoint du lieutenant Kurt Merk de l'Abwehr III F (contre-espionnage offensif de la Wehrmacht), il contribue à la pénétration de Combat Zone nord.
Denise Boehm, sa femme, va chercher à Lyon (zone libre) le courrier de Berty Albrecht qu'elle ramène à Dijon (zone occupée) où il est lu par le lieutenant Merk avant d'être apporté à Jane Sivadon par Paul Boehm.
Spécialiste de l'infiltration des maquis, il tourne de nouveau casaque au moment opportun. Quand il est arrêté, il est officier de renseignements dans une unité de la première armée française.
Jugé à Dijon sur le même banc que les agents français de l'Abwehr, il est condamné à mort. La sentence n'est pas exécutée. Son épouse est condamnée à 8 ans de travaux forcés.